# RAPTOR
El  RAPTOR  (acrònim en anglès de  Reconnaissance Airborne Pod Tornado ) és un contenidor de reconeixement utilitzat per la Royal Air Force en la seva flota d'avions Tornado GR.4A i GR.4.
El RAPTOR està fabricat per Goodrich Corporation i conté un sensor de reconeixement DB-110, un sistema d'enregistrament d'imatges i un sistema d'enllaç de dades aire-terra. El sensor és tant electro-òptic com infraroig i permet missions dia-nit. L'enllaç de dades permet que la informació pot ser utilitzada gairebé instantàniament.

## Nota
1. ↑  Society of Photo-optical Instrumentation Engineers; Society of Photographic Scientists and Engineers. Airborne reconnaissance.  SPIE, 2002. ISBN 978-0-8194-4592-6 [Consulta: 3 juny 2012].